# Dumangas
Dumangas est une municipalité de 3e classe de la province d'Iloilo, aux Philippines. La ville est située au nord-est de Iloilo sur l'île de Panay. Elle comptait 56 291 habitants lors du recensement de 2000 et 62 769 au 1er août 2007.

## Histoire
Dumangas portail le nom d' « Araut » jusqu'en 1605. La ville abrite l'une des plus anciennes églises encore debout de la région Visayas. C'est l'endroit où les missionnaires augustiniens espagnols de l'Église catholique ont commencé, à cette époque à convertir au christianisme les populations autochtones. Il existe de nombreuses versions de la façon dont la ville a acquis son nom, mais on s'accorde généralement à considérer que celui-ci lui a été donné en référence aux manguiers qui sont abondants dans cette partie de l'île de Panay.

## Barangays
Dumangas est divisé administrativement en 45 barangays.
- Bacay
- Bacong
- Balabag
- Balud
- Bantud
- Bantud Fabrica
- Baras
- Barasan
- Bolilao
- Calao
- Cali
- Cansilayan
- Capaliz
- Cayos
- Compayan
- Dacutan
- Ermita
- Pd Monfort South (Guinsampan)
- Ilaya 1st
- Ilaya 2nd
- Ilaya 3rd
- Jardin
- Lacturan
- Pd Monfort North (Lublub)
- Managuit
- Maquina
- Nanding Lopez
- Pagdugue
- Paloc Bigque
- Paloc Sool
- Patlad
- Pulao
- Rosario
- Sapao
- Sulangan
- Tabucan
- Talusan
- Tambobo
- Tamboilan
- Victorias
- Burgos-Regidor (Pob.)
- Aurora-del Pilar (Pob.)
- Buenaflor Embarkadero (Pob.)
- Lopez Jaena-Rizal (Pob.)
- Basa-Mabini Bonifacio (Pob.)